# Finale de la Coupe d'Europe des vainqueurs de coupe 1975-1976
La finale de la Coupe d'Europe des vainqueurs de coupe 1975-1976  est la 16e finale de la Coupe d'Europe des vainqueurs de coupe, organisée par l'UEFA. Ce match de football a lieu le 5 mai 1976 au Stade du Heysel à Bruxelles.
Elle oppose l'équipe anglaise de West Ham United aux Belges d'Anderlecht. Le match se termine par une victoire des Anderlechtois sur le score de 4 buts à 2, ce qui constitue leur premier sacre dans la compétition ainsi que leur premier titre européen.
Vainqueur de la finale, le RSC Anderlecht est à ce titre qualifié pour la Supercoupe d'Europe 1976 contre le Bayern Munich, vainqueur de la finale de la Coupe des clubs champions européens.

## Parcours des finalistes
Note : dans les résultats ci-dessous, le score du finaliste est toujours donné en premier (D : domicile ; E : extérieur).
| West Ham United     | West Ham United | West Ham United | West Ham United |                     | RSC Anderlecht      | RSC Anderlecht | RSC Anderlecht | RSC Anderlecht |
| ------------------- | --------------- | --------------- | --------------- | ------------------- | ------------------- | -------------- | -------------- | -------------- |
| Adversaire          | Total           | Aller           | Retour          |                     | Adversaire          | Total          | Aller          | Retour         |
| Reipas Lahti        | 5 - 2           | 2 - 2 (E)       | 3 - 0 (D)       | Seizièmes de finale | Rapid Bucarest      | 2 - 1          | 0 - 1 (E)      | 2 - 0 (D)      |
| Ararat Erevan       | 4 - 2           | 1 - 1 (E)       | 3 - 1 (D)       | Huitièmes de finale | Borac Banja Luka    | 3 - 1          | 3 - 0 (D)      | 0 - 1 (E)      |
| ADO La Haye         | 5 - 5           | E2 - 4 (E)      | 3 - 1 (D)       | Quarts de finale    | Wrexham AFC         | 2 - 1          | 1 - 0 (D)      | 1 - 1 (E)      |
| Eintracht Francfort | 4 - 3           | 1 - 2 (E)       | 3 - 1 (D)       | Demi-finales        | Sachsenring Zwickau | 5 - 0          | 3 - 0 (E)      | 2 - 0 (D)      |

## Finale
| 5 mai 1976 | West Ham United                    | 2 – 4 | RSC Anderlecht                             | Stade du Heysel, Bruxelles                    |                                               |
|            | Holland (en) 28e · Robson (en) 68e |       | Rensenbrink 42e 73e · Van Der Elst 48e 88e | Spectateurs : 51 296 Arbitrage : Robert Wurtz | Spectateurs : 51 296 Arbitrage : Robert Wurtz |
|            | Rapport                            |       |                                            | Spectateurs : 51 296 Arbitrage : Robert Wurtz | Spectateurs : 51 296 Arbitrage : Robert Wurtz |

|  |  |

|               |    |                    |  |     |
|               |    |                    |  |     |
| GK            | 1  | Mervyn Day (en)    |  |     |
| DF            | 2  | Keith Coleman (en) |  |     |
| DF            | 3  | Frank Lampard Sr   |  | 47e |
| DF            | 4  | Billy Bonds (en)   |  |     |
| DF            | 5  | Tommy Taylor (en)  |  |     |
| MF            | 6  | John McDowell (en) |  |     |
| MF            | 7  | Pat Holland (en)   |  |     |
| MF            | 8  | Graham Paddon (en) |  |     |
| FW            | 9  | Billy Jennings     |  |     |
| MF            | 10 | Trevor Brooking    |  |     |
| FW            | 11 | Keith Robson (en)  |  |     |
| Remplaçants : |    |                    |  |     |
| FW            | 12 | Alan Taylor (en)   |  | 47e |
| Entraîneur :  |    |                    |  |     |
| John Lyall    |    |                    |  |     |

|               |    |                       |  |     |
|               |    |                       |  |     |
| GK            | 1  | Jan Ruiter            |  |     |
| DF            | 2  | Michel Lomme          |  |     |
| DF            | 3  | Hugo Broos            |  |     |
| DF            | 4  | Gilbert Van Binst     |  |     |
| DF            | 5  | Jean Thissen          |  |     |
| MF            | 6  | Jean Dockx            |  |     |
| MF            | 7  | Ludo Coeck            |  | 32e |
| MF            | 8  | François Van der Elst |  |     |
| MF            | 9  | Peter Ressel          |  |     |
| FW            | 10 | Arie Haan             |  |     |
| FW            | 11 | Rob Rensenbrink       |  |     |
| Remplaçants : |    |                       |  |     |
| MF            | 12 | Franky Vercauteren    |  | 32e |
| Entraîneur :  |    |                       |  |     |
| Hans Croon    |    |                       |  |     |